# Odratzheim
 Odratzheim (en alsacià Oderze) és un municipi francès, situat a la regió del Gran Est, al departament del Baix Rin. L'any 2005 tenia 445 habitants. Limita amb Kirchheim al nord, Scharrachbergheim-Irmstett al sud, Traenheim al sud-oest i Wangen al nord-oest.
Forma part del cantó de Molsheim, del districte de Molsheim i de la Comunitat de comunes de la Mossig i del Vignoble.

## Demografia
| 1962 | 1968 | 1975 | 1982 | 1990 | 1999 |
| ---- | ---- | ---- | ---- | ---- | ---- |
| 247  | 284  | 291  | 334  | 347  | 399  |

## Administració
| Període | Identitat     | Partit |
| ------- | ------------- | ------ |
| 2001-   | François Jehl |        |

## Galeria d'imatges

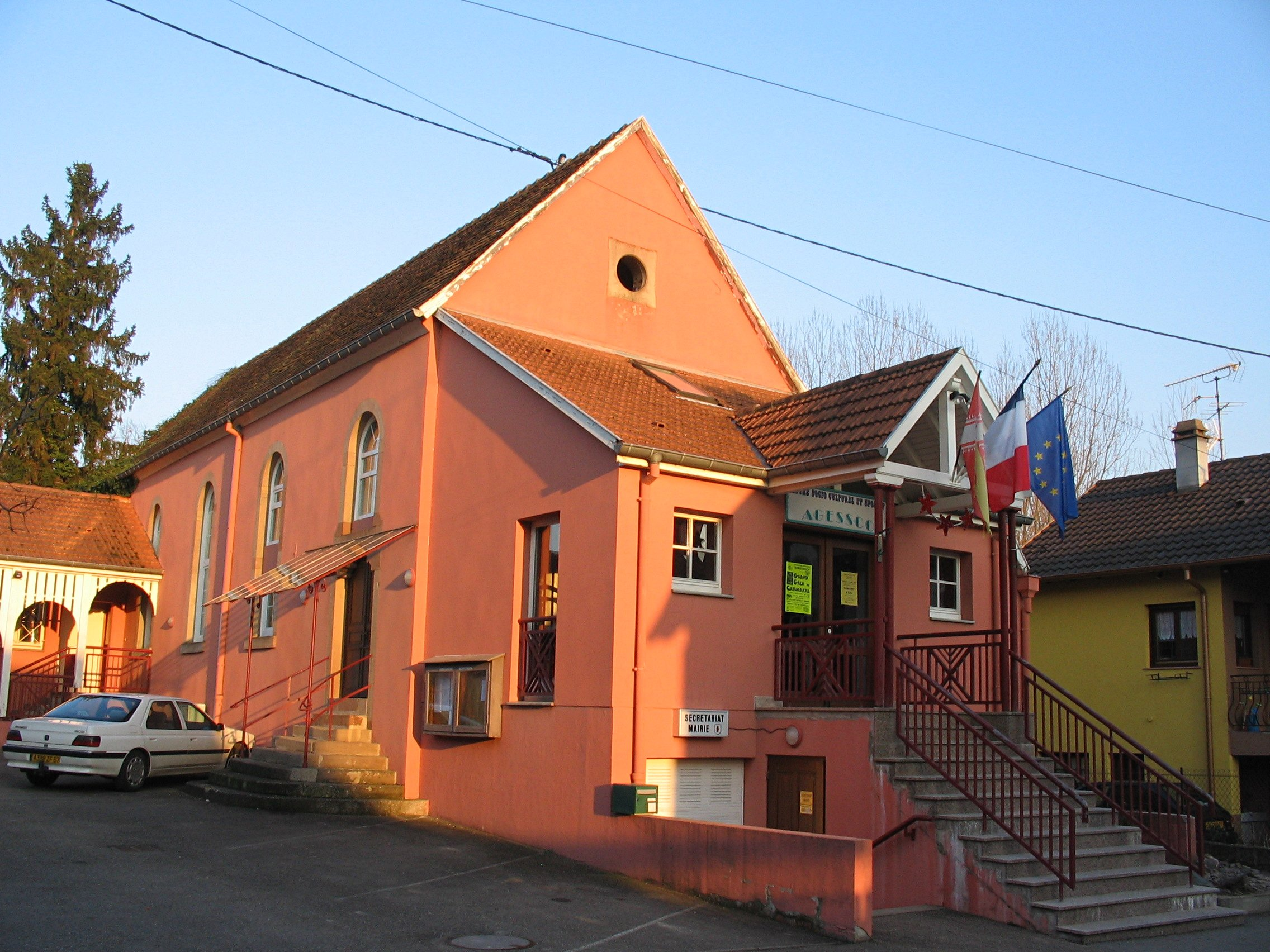
Antiga sinagoga
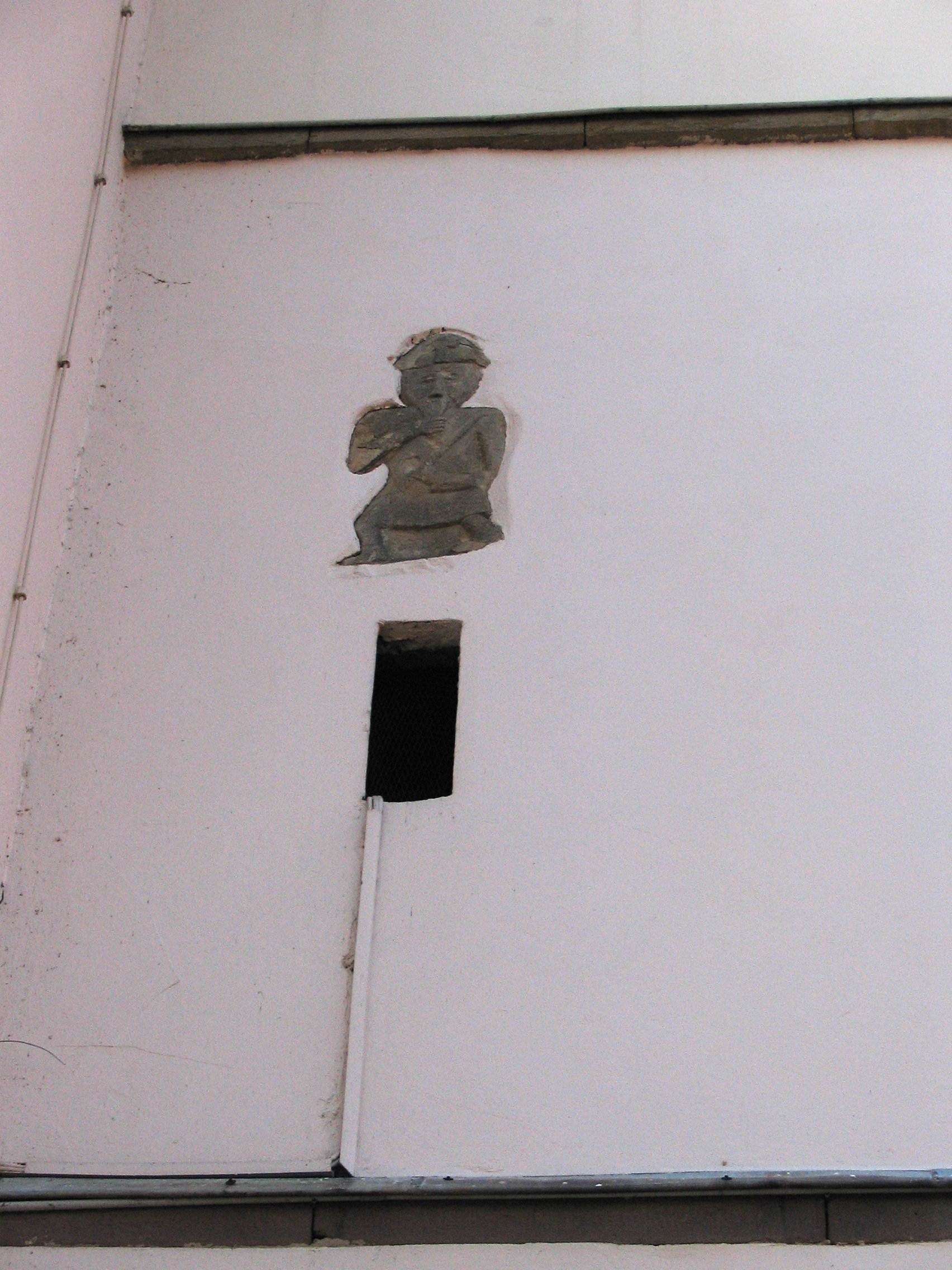
Baix relleu de la torre de l'església
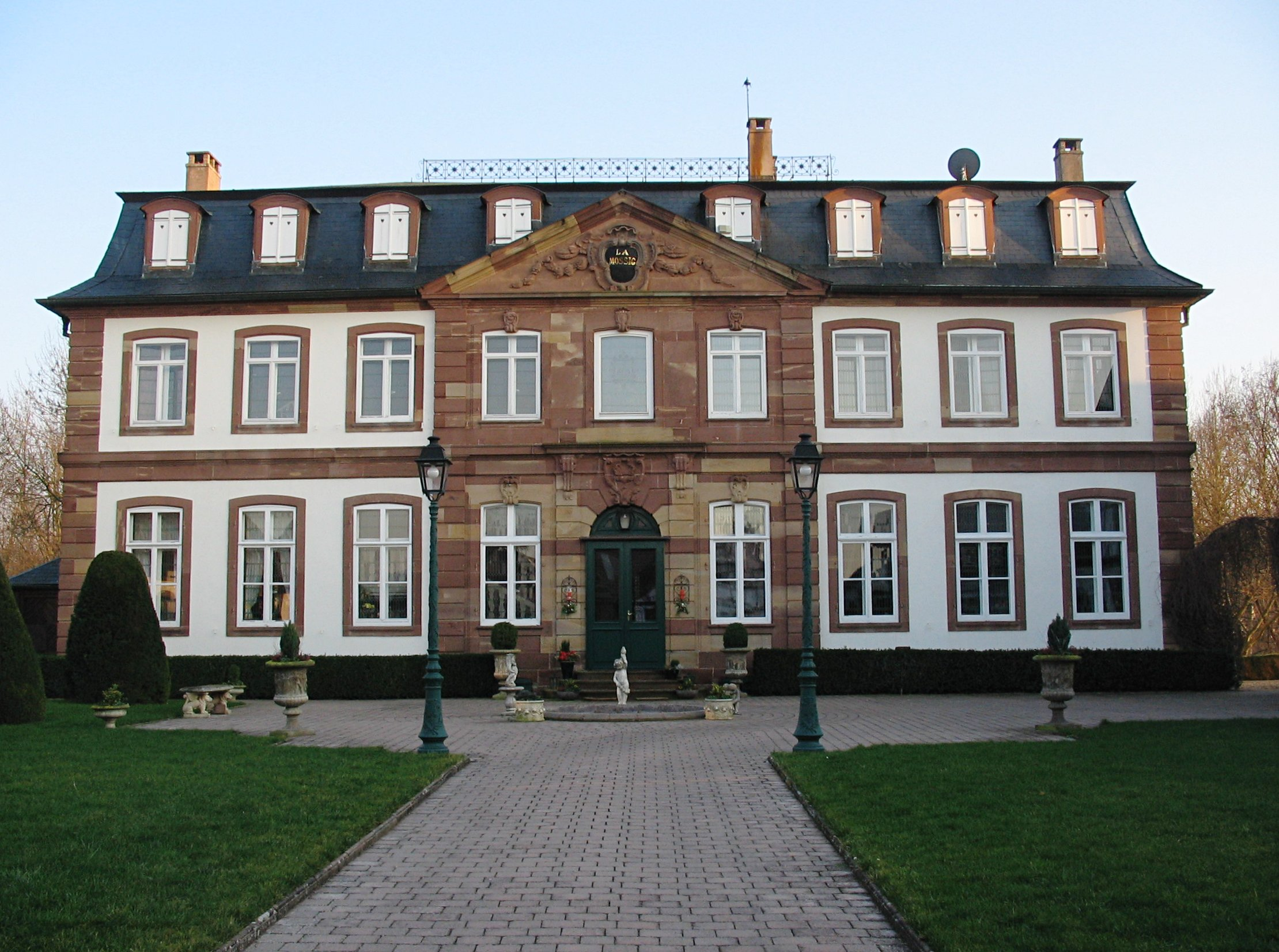
Castell
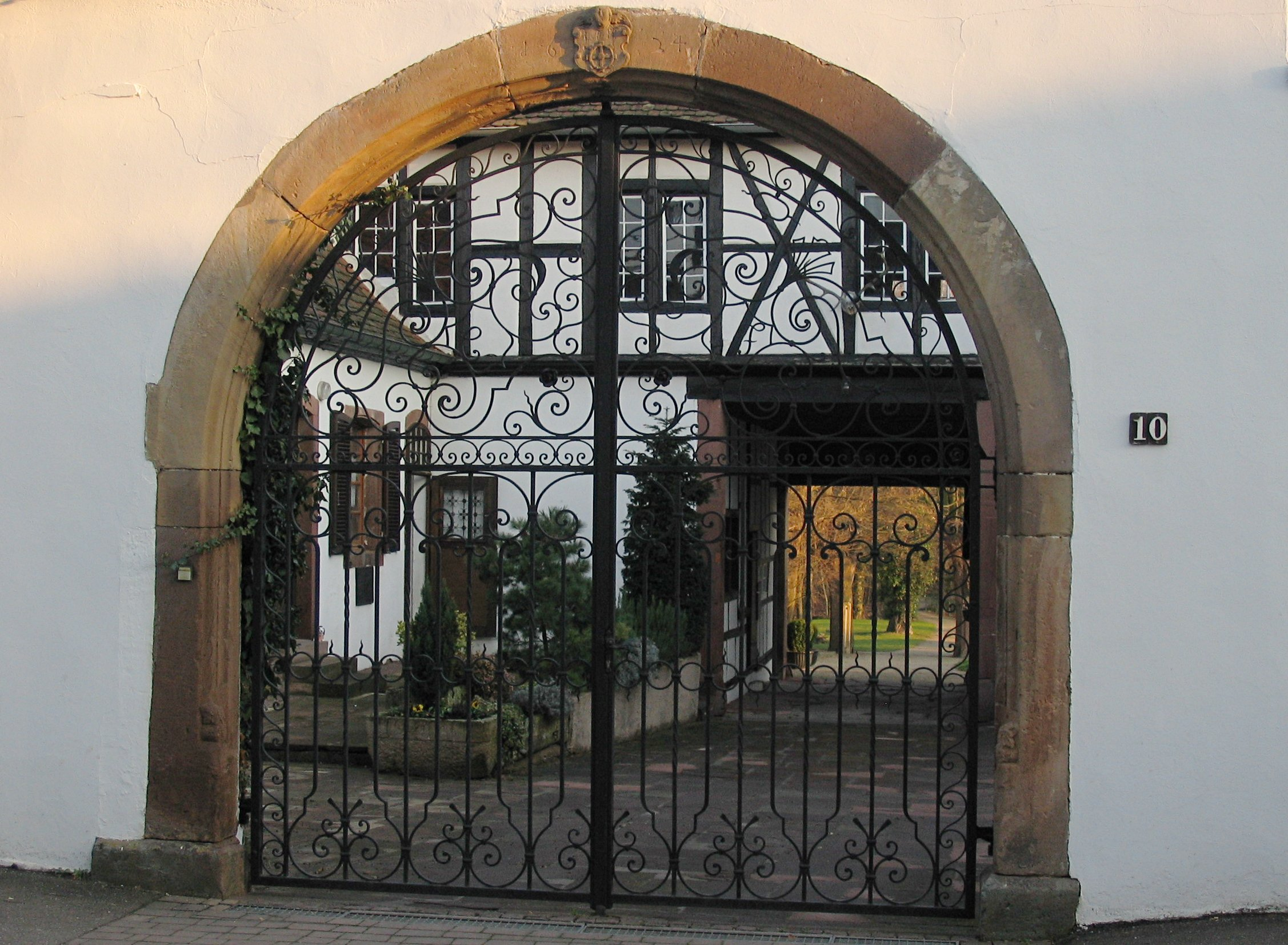
Portal lateral del castell